# Eulepidotis quadrilinea
Eulepidotis quadrilinea là một loài bướm đêm trong họ Erebidae.